# 方言ニュース (ラジオ沖縄)
『方言ニュース』（ほうげんニュース）は、1960年9月20日からラジオ沖縄（ROK）で放送されている報道番組である。沖縄県沖縄本島の沖縄方言（ウチナーグチ、首里・那覇方言）でニュースを伝えている。

## 概要
現在は『ティーサージ・パラダイス』内で13:00ごろから約5分間放送されているが、以前は同時間帯に放送されていた『民謡の花束』とは独立して放送されていた。1998年から2001年まではCS放送の「はいさい!ラジオ506」でも放送していた。
ラジオ沖縄開局2か月後の1960年から放送されている長寿番組である。ウチナーグチを地元のキャスターが担当し、琉球新報の記事をもとに沖縄県内のニュース・話題を取り上げる。当初は共通語を理解できない高齢層向けに開始された番組であり、共通語の普及によって「いつかは失われるべき番組」とされていた。しかし、共通語の普及によってウチナーグチを話せない地元住民が増え、一方でウチナーグチの良さが見直されるようになった現在では、沖縄方言に触れる機会を提供する番組という目的も担っている。ラジオ沖縄の社是「ローカルに徹せよ」に象徴するからか、『民謡の花束』（1960年7月18日開始）とともに開局時から続く伝統番組であるだけに、放送曜日・時間・キャスターなども幾度か変更しながらも番組は継続している。
長年、小那覇全人と伊狩典子の2人が担当していたが、2010年10月15日から糸数昌和が加わり、小那覇が月曜日と水曜日、伊狩が火曜日と木曜日、糸数が金曜日という分担の3人体制となった。2012年4月から水曜日も糸数の分担となったあと、小那覇は同年12月26日限りで引退し、後任は上地和夫が務める。また、伊狩は2017年3月28日で引退し、後任は宮城葉子が務める。
番組は、ラジオ沖縄の公式ポッドキャストで配信されているほか、かつては携帯電話（いわゆるガラケー）でも有料のサービスを提供していた。NTTドコモのiモード、au（KDDI、沖縄県では沖縄セルラー電話）のEZweb向けにラジオ沖縄が提供するものであった（現在はいずれもサービスを終了）。

## 現在のキャスター
- 上地和夫[4]（うえち かずお、月曜・水曜・木曜担当[4]、国立劇場おきなわ企画制作課専門員）[3]：2013年1月9日 -
- 宮城葉子[4]（みやぎ ようこ、火曜担当[4]、「てぃーだぬふぁ童唄会」代表）[5]：2017年4月4日 -
- 赤嶺啓子（あかみね けいこ、金曜担当

## 過去のキャスター
- 金武良章（きん りょうしょう）：放送開始 - 1968年3月（以後5年余中断）、首里方言
- 仲井眞元楷（なかいま げんかい、仲井眞弘多の父）：1973年7月 - 1982年1月、那覇方言
- 大里徹（おおざと とおる）[7]（新垣淑哲（あらかき よしてつ）ラジオ沖縄社長（当時）の芸名）：1982年2月 - 9月（小那覇全人と2人で担当）、那覇方言
- 小那覇全人（おなは ぜんじん、小那覇舞天の長男）[1][3]：1982年2月 - 2012年12月26日、那覇方言と首里方言の折衷
- 伊狩典子（いかり ふみこ、火曜・木曜担当）[1][2][5]：1982年10月 - 2017年3月28日[5]、首里方言
- 糸数昌和（いとかず まさかず、月曜・金曜担当、那覇市の金物卸商だるま商事創業者）：2010年10月15日～2019年4月29日
- 林京子[4]（はやし きょうこ、金曜担当）：2019年5月10日 -